# Jesus, jag dig älskar
Jesus, jag dig älskar är en psalm av Inger Johnsson och Bengt Pleijel som diktades år 1977 och omdiktades år 1977 efter engelsk text. Musik komponerades av Friedrich Filitz år 1847.

## Publicerad i
- Den svenska psalmboken 1986 som nr 359 under rubriken "Jesus, vår Herre och broder".